# Chlorochaeta leucochloraria
Chlorochaeta leucochloraria är en fjärilsart som beskrevs av Paul Mabille 1880. Chlorochaeta leucochloraria ingår i släktet Chlorochaeta och familjen mätare. Inga underarter finns listade i Catalogue of Life.